# Liste der türkischen Botschafter beim Heiligen Stuhl
Liste der türkischen Botschafter beim Heiligen Stuhl in Rom.

## Missionschefs
| Ernennung Akkreditierung | Botschafter              | Bemerkung | Entsendender türkischer Ministerpräsident | Amtierender Papst | Posten verlassen |
| ------------------------ | ------------------------ | --- | ----------------------------------------- | ----------------- | ---------------- |
| 1960                     | Nureddin Vergin          | | Cemal Gürsel                              | Johannes XXIII.   | 1961             |
| 1961                     | Muharrem İhsan Kızıloğlu | General | Emin Fahrettin Özdilek                    | Johannes XXIII.   | 1966             |
| 1967                     | Hüveyda Mayatepek        | | Suad Hayri Ürgüplü                        | Paul VI.          | 1968             |
| 1968                     | Admiral Necdet Uran      | | Suad Hayri Ürgüplü                        | Paul VI.          | 1973             |
| 1973                     | Taha Carım               | | Mehmet Naim Talu                          | Paul VI.          | 1977             |
| 1977                     | Aydın Alacakaptan        | Geschäftsträger | Süleyman Demirel                          | Paul VI.          | 1978             |
| 1978                     | Vecdi Türel              | | Mustafa Bülent Ecevit                     | Johannes Paul I.  | 1982             |
| 1982                     | Sulhi Dişlioğlu          | | Bülent Ulusu                              | Johannes Paul I.  | 1988             |
| 1988                     | Selçuk Korkud            | | Turgut Özal                               | Johannes Paul I.  | 1991             |
| 1992                     | Ömer Engin Lütem         | | Süleyman Demirel                          | Johannes Paul I.  | 1995             |
| 1995                     | Semih Belen              | | Tansu Çiller                              | Johannes Paul I.  | 1997             |
| 1997                     | Altan Güven              | | Mesut Yılmaz                              | Johannes Paul I.  | 2001             |
| 2001                     | Filiz Dinçmen            | (* 24. Juli 1939) verheiratet, studierte Politikwissenschaft an der Universität Ankara, trat 1961 in den auswärtigen Dienst, bekleidete folgende Positionen:1961–1965: Beamtin in Ankara, 1965–1968: Gesandtschaftssekretärin beim UN-Hauptquartier, 1968–1970: Gesandtschaftssekretärin in Teheran 1970–1972 Abteilungsleiterin in Ankara, 1972–1976: Gesandtschafträtin bei der Ständigen Vertretung bei der EWG in Brüssel, 1976–1982: Abteilungsleiterin und Generaldirektorin im Ministerium für auswärtige Angelegenheiten, 1982–1984: Botschafterin in Den Haag, 1984–1988: ständige Vertreterin beim Europarat 1989–1991: Unterstaatssekretärin 1991–1993: Sprecherin des Ministeriums für Auswärtige Angelegenheiten, 1993–1997: Botschafterin in Wien, 1997–2001: Mitglied des Rates für Außenpolitik Beraterin des Präsidenten der Nationalversammlung. | Bülent Ecevit                             | Johannes Paul I.  | 2004             |
| 2004                     | Osman Durak              | (1947 in Izmit) trat 1976 in den auswärtigen Dienst, Konsul in Hamburg und Aleppo, Gesandtschaftsrat in Rom und Botschafter in Riad Saudi-Arabien. | Recep Tayyip Erdoğan                      | Johannes Paul I.  | 2006             |
| 2006                     | Deniz Kılıçer            | Geschäftsträgerin | Recep Tayyip Erdoğan                      | Benedikt XVI.     | 2007             |
| 19. Jan. 2007            | Muammer Doğan Akdur      | (* 31. August 1947 in Moskau) verheiratet, hat zwei Töchter, schloss sein Studium der Politikwissenschaft an der Universität Lausanne, trat 1973 in den auswärtigen Dienst. 1973–1976: Dritter und Zweiter Gesandtschaftssekretär dritter und zweiter Klasse, 1976–1980: Gesandtschaftssekretär zweiter Klasse in Madrid, 1980–1982: Sektionschef im Büro des Generalsekretärs des Ministeriums für Auswärtige Angelegenheiten 1982–1986: Gesandtschaftssekretär erster Klasse in Moskau, 1986–1988: Leiter der Abteilung für Wirtschaftsbeziehungen mit den westlichen Ländern, 1988–1992: Botschaftsrat in Bern 1992–1993: Leiter der Abteilung für Nordamerika, 1993–1994: Leiter der Abteilung Menschenrechte 1994–1998: Botschaftsrat erster Klasse und Gesandter in Paris 1998 und 2001: Gesandtschaftsrat in Ankara, 1998–2001: Botschafter in Kirgisistan 2001–2004: Zeremonienmeister in Ankara. 2004–2006: Botschafter in Caracas.                                                  | Recep Tayyip Erdoğan                      | Benedikt XVI.     | 2009             |
| 2009                     | Deniz Kılıçer            | Geschäftsträgerin | Recep Tayyip Erdoğan                      | Benedikt XVI.     | 2010             |
| 2010                     | Kenan Gürsoy             | (* 29. Dezember 1950 in Ankara) verheiratet zwei Kinder, 1973: Studium der Philosophie an der Universität Rennes, 1974: an der Sorbonne, wurde 1979 an der Atatürk-Universität zum Doktor der Philosophie promoviert. 1982–1984: Professor für Philosophie an der Atatürk-Universität, 1984–1989 an der Universität Ankara, 1989–1997: Professor für Philosophie an der Universität Ankara, 1997–2009: Professor für Philosophie an der Galatasaray Üniversitesi, wo er 1997 auch stellvertretender Dekan der School of Communications war, 1998-199: stellvertretender Direktor des Instituts für Sozialwissenschaften und 1999–2002: Direktor des Instituts, 1999–2000 und 2006–2009:Direktor der Abteilung für Philosophie an der Fakultät für Naturwissenschaften und Literatur, 2000–2009: Dekan der Fakultät für Naturwissenschaften und Literatur. Gürsoy ist Autor zahlreicher Artikel und Werke der Philosophie, Ethik und Dialog zwischen den Religionen und zwischen den Kulturen. | Recep Tayyip Erdoğan                      | Benedikt XVI.     | 2014             |
| 2014                     | Mehmet Paçaci            | (* 11. September 1959 in Bolu) verheiratet drei Kinder. 1989: Studium der Theologie an der Universität Ankara 1992–2008: Professor der Theologie an der gleichen Universität. 2008–2011 Direktor für religiöse Angelegenheiten und soziale Dienste in der türkischen Botschaft in Washington, DC. Seit 2011 ist er Generaldirektor der Abteilung für auswärtige Beziehungen im Präsidialamt für religiöse Angelegenheiten. spricht Englisch und Arabisch. | Ahmet Davutoğlu                           | Franziskus        |                  |